# Nuoto ai Giochi della XXVI Olimpiade - 200 metri stile libero femminili
Hanno partecipato alle batterie di qualificazione 42 atlete: le primi 8 si sono qualificate per la finale A, le successive 8 invece si sono qualificate per la finale B.

## Finale A
21 luglio 1996
| Posizione | Atleta                | Paese       | Tempo   |
| --------- | --------------------- | ----------- | ------- |
|           | Claudia Poll          | Costa Rica  | 1:58.16 |
|           | Franziska van Almsick | Germania    | 1:58.57 |
|           | Dagmar Hase           | Germania    | 1:59.56 |
| 4         | Trina Jackson         | Stati Uniti | 1:59.57 |
| 5         | Susie O'Neill         | Australia   | 1:59.87 |
| 6         | Cristina Teuscher     | Stati Uniti | 2:00.79 |
| 7         | Julia Greville        | Australia   | 2:01.46 |
| 8         | Luminiţa Dobrescu     | Romania     | 2:01.63 |

## Finale B
| Posizione | Atleta            | Paese         | Tempo   |
| --------- | ----------------- | ------------- | ------- |
| 9         | Martina Moravcová | Slovacchia    | 2:00.96 |
| 10        | Suzu Chiba        | Giappone      | 2:01.00 |
| 11        | Louise Jöhncke    | Svezia        | 2:01.37 |
| 12        | Solenne Figuès    | Francia       | 2:01.47 |
| 13        | Karen Pickering   | Regno Unito   | 2:02.58 |
| 14        | Antonia Mahaira   | Grecia        | 2:03.19 |
| 15        | Dionne Bainbridge | Nuova Zelanda | 2:03.20 |
| 16        | Joanne Malar      | Canada        | 2:03.79 |

## Non qualificate
| Posizione | Atleta              | Paese         | Tempo   |
| --------- | ------------------- | ------------- | ------- |
| 17        | Yan Chen            | Cina          | 2:03.32 |
| 18        | Paula Harmokivi     | Finlandia     | 2:03.54 |
| 19        | Kristýna Kyněrová   | Rep. Ceca     | 2:03.63 |
| 20        | Naoko Imoto         | Giappone      | 2:03.78 |
| 21        | Olena Lapunova      | Ucraina       | 2:04.07 |
| 22        | Tat'jana Litovčenko | Russia        | 2:04.09 |
| 23        | Shan Ying           | Cina          | 2:04.29 |
| 24        | Malin Nilsson       | Svezia        | 2:04.39 |
| 25        | Lorena Diaconescu   | Romania       | 2:04.59 |
| 26        | Sandra Cam          | Belgio        | 2:04.90 |
| 27        | Marion Madine       | Irlanda       | 2:04.92 |
| 28        | Carolyn Adel        | Suriname      | 2:05.40 |
| 29        | Ana Alegria         | Portogallo    | 2:05.16 |
| 30        | Helene Muller       | Sudafrica     | 2:05.59 |
| 31        | Ravee Intporn-Udom  | Thailandia    | 2:05.77 |
| 32        | Jie-Hyun Lee        | Corea del Sud | 2:05.78 |
| 33        | Inga Borodich       | Bielorussia   | 2:05.85 |
| 34        | Rania Elwani        | Egitto        | 2:06.94 |
| 35        | Chang Wei-chia      | Taipei cinese | 2:06.97 |
| 36        | Mia Muusfeldt       | Danimarca     | 2:07.29 |
| 37        | Maritza Chiaway     | Perù          | 2:07.80 |
| 38        | Chantal Strasser    | Svizzera      | 2:07.98 |
| 39        | Joscelin Yeo        | Singapore     | 2:08.10 |
| 40        | Teresa Moodie       | Zimbabwe      | 2:08.23 |
| 41        | Laura Petrutytė     | Lituania      | 2:09.78 |
| 42        | Marina Zarma        | Cipro         | 2:10.85 |